# Just the Way You Are (album)
Pour les articles homonymes, voir Just the Way You Are.
Albums de Biréli Lagrène Gipsy Project
To Bi or Not to Bi
(2006) Electric Side
(2008)
Just the Way You Are est un album du Biréli Lagrène Gipsy Project sorti en 2007 chez Dreyfus Records.

## Description
Just the Way You Are est le quatrième album du Gipsy Project de Biréli Lagrène. L’album  est constitué de compositions des membres du groupe, de standards comme All of Me  ou After You’Ve Gone mais aussi de nouvelles interprétations de grands succès comme Love Me Tender d’Elvis Presley ou encore la chanson qui donne son titre à l’album, Just The Way You Are de Billy Joel. En outre, on peut entendre Lagrène chanter sur All of Me  à la manière des crooners,.

## Titres
| No  | Titre                     | Musique                                               | Durée |
| --- | ------------------------- | ----------------------------------------------------- | ----- |
| 1.  | After You've Gone         | Henry Creamer & Turner Layton                         | 4:19  |
| 2.  | Just the Way You Are      | Billy Joel                                            | 6:49  |
| 3.  | Lune de miel              | Hono Winterstein, arrangement Biréli Lagrène          | 3:52  |
| 4.  | I’ll See You in My Dreams | Gus Kahn & Isham Jones                                | 3:21  |
| 5.  | All of Me                 | Gerald Marks, Seymour Simmons, arrangement James Wood | 4:32  |
| 6.  | Féerie                    | Django Reinhardt                                      | 2:55  |
| 7.  | It's Impossible           | Armando Manzanero                                     | 5:30  |
| 8.  | Cap’tain Ferber           | Franck Wolf, arrangement Biréli Lagrène               | 3:23  |
| 9.  | Guet-Apens                | Diego Imbert, arrangement Biréli Lagrène              | 3:05  |
| 10. | Flamingo                  | Edmund Anderson & Theodor Grouya                      | 3:57  |
| 11. | Before You Go             | George Benson                                         | 5:29  |
| 12. | Lolita                    | Hono Winterstein, arrangement Biréli Lagrène          | 5:10  |
| 13. | Love Me Tender            | Elvis Presley & Vera Matson                           | 4:59  |
| 14. | Tim and Zoé               | Biréli Lagrène                                        | 7:16  |

## Musiciens
- Biréli Lagrène – Guitares et chant sur All of Me
- Franck Wolf – Saxophones soprano, ténor et baryton
- Hono Winterstein – Guitare rythmique
- Diego Imbert - Contrebasse
- André Ceccarelli - Batterie
- Roberto Jermaine Landsberger – Claviers sur Tim And Zoé